# Clintonismo

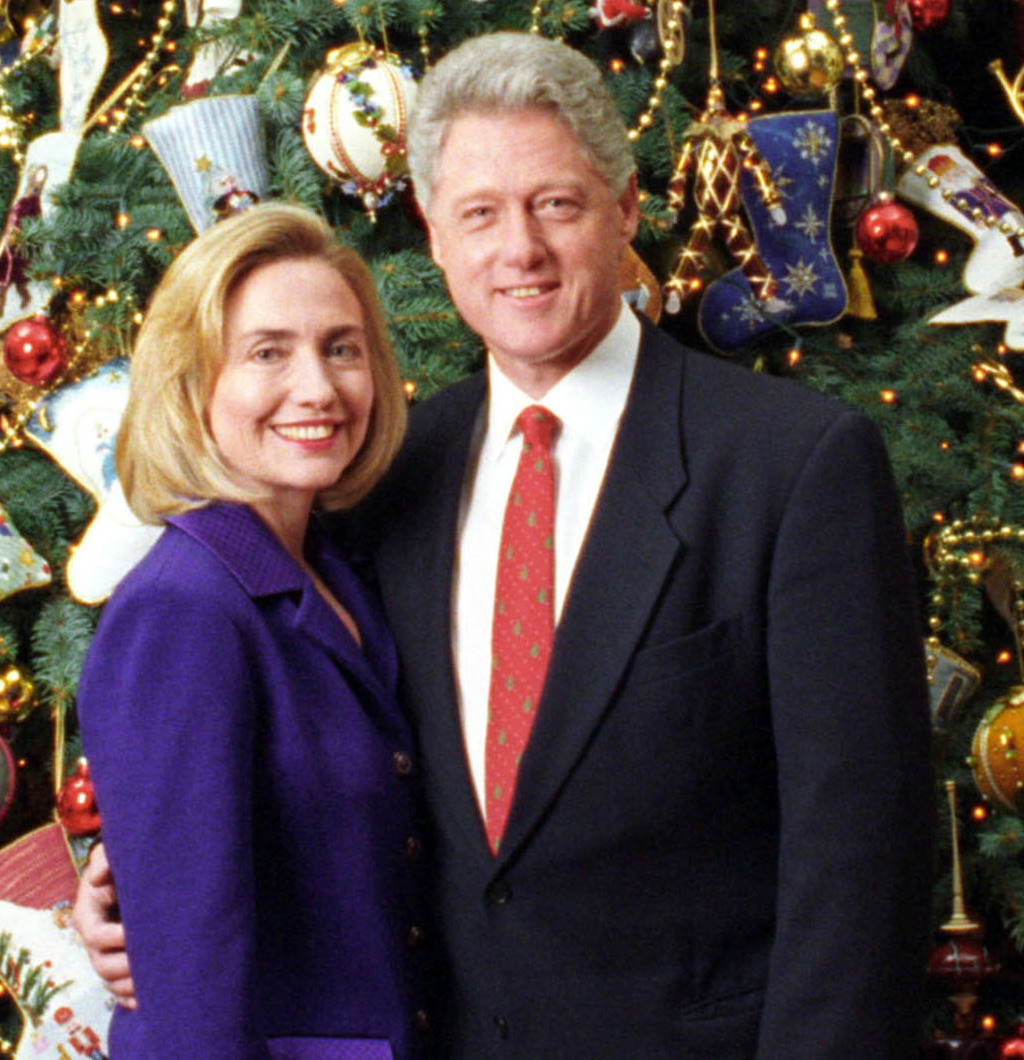
Bill y Hillary Clinton en 1996.

El "clintonismo" se refiere a las políticas públicas en materia económica y política de Bill Clinton y Hillary Rodham Clinton, así como a la era de su presidencia en los Estados Unidos.
El Consejo de Liderazgo Demócrata, una institución pro establishment del Partido Demócrata, sostiene que el clintonismo "representa el crecimiento económico y las oportunidades; la responsabilidad fiscal; el trabajo, no la asistencia social; la prevención del delito y el castigo de los delincuentes; y el gobierno no burocrático y empoderador", afirmando que "estas políticas son clave para los éxitos de principios del siglo XXI".
Por otro lado, algunos críticos de Clinton asocian el clintonismo con "mimar a las corporaciones (excepto a las de las armas y del tabaco), escándalos financieros, ganar a cualquier precio, cambiar de posición todo el tiempo y prevaricar". 

## Características
El clintonismo se refiere a la facción centrista o neoliberal del Partido Demócrata de los Estados Unidos centrada en el expresidente Bill Clinton y su esposa, la ex primera dama, senadora, secretaria de Estado y candidata demócrata en 2016 Hillary Clinton, tanto en sus tiempos en el cargo como posteriormente. También se cree que esta facción política engloba a muchas otras personas prominentes, incluido el consultor de campaña Dick Morris, el periodista Sidney Blumenthal, el presidente del Comité Nacional Demócrata Steven Grossman, el político y gobernador Bill Richardson, el secretario de Vivienda y Desarrollo Urbano Henry Cisneros, el secretario del Departamento del Tesoro Robert Rubin y la Secretaria de Estado Madeleine Albright.
Si bien la calificación principal se alinea con o parte del círculo interno asociado con los Clinton, se puede decir que la ideología de la facción favorece en líneas generales ciertas políticas:
- Libre comercio: un componente esencial de su política económica, Clinton trabajó para aprobar el TLCAN y crear la Organización Mundial del Comercio.
- Presupuesto equilibrado: el Clintonismo se asocia con restringir el crecimiento del gasto federal para permitir tasas de interés más bajas y una política monetaria más libre.
- Mayor disposición a utilizar y financiar el ejército.
- Disposición a comprometerse en cuestiones sociales como el aborto y los derechos LGBT.
- Reforma o reducción de algunos programas gubernamentales, ejemplificada por la finalización de la ayuda a familias con hijos dependientes como parte de la reforma de las políticas de bienestar.
- Internacionalismo, particularmente la expansión de la Organización del Tratado del Atlántico Norte.

La ideología a veces es considerada parte de la Tercera Vía, una forma de política que se dice que incluye (en ese momento o desde) el Nuevo Laborismo del Primer Ministro Tony Blair en el Reino Unido, el Partido Liberal en Canadá y el Partido Socialdemócrata en Alemania bajo el canciller Gerhard Schröder. Según Vanity Fair, el clintonismo se basa fundamentalmente "en el credo baby boomer de que realmente puedes tenerlo todo".